# 毛絲鼠
毛絲鼠，也称栗鼠、南美栗鼠、絨鼠、绒毛鼠等，是对毛絲鼠屬（學名：Chinchilla）的一支小型啮齿动物的通称，屬於毛丝鼠科下的毛丝鼠亚科，现存短尾毛絲鼠和長尾毛絲鼠2种，原產於秘鲁、玻利维亚、智利和阿根廷的安第斯山区，而目前僅能確認在智利尚有原生種群分布。長尾毛絲鼠作为宠物暨皮毛动物而在世界上被广泛饲养。
毛絲鼠身躯肥圓，四肢短小，尾端生有蓬松的丛毛。短尾毛丝鼠体型较大，体长30－38厘米，尾长约10厘米；长尾毛丝鼠体型较小，体长24－28厘米，尾长14－15厘米。野生毛絲鼠身体大部呈黑灰色，腹部呈白色，人工培育的长尾毛丝鼠则有全白色型和其他渐变色型。牠們每個毛孔有多達60－80根绒毛，可防止虫类寄生，为陆地动物中被毛最浓密者（水生动物则以海獭的被毛最为浓密），並以毛皮柔軟漂亮而聞名，也因此遭到人類大量捕杀。尽管人工饲养的毛丝鼠种群数量相当庞大，但其野外原生种群在19世纪末便已瀕臨滅絕，现时两种毛丝鼠均被世界自然保护联盟（IUCN）评估为瀕危物種。
原中华人民共和国农业部在1983年之前将毛絲鼠作为皮毛动物引进時，因其被毛綿軟細密如蠶絲一般，故取名為毛絲鼠。香港引进毛絲鼠作為寵物後稱之为龍貓，謂其形似1988年日本动画电影《龙猫》中的卡通角色“龙猫”（日語：トトロ；罗马化：Totoro）。此外，毛絲鼠又被根據其英文名 chinchilla 音译为金吉拉或青紫蓝，該名稱源自秘魯西南的原住民欽查人（英語：Chincha people），這些人們曾以毛絲鼠皮為衣服。

## 下級分類

短尾毛絲鼠（上）與長尾毛絲鼠（下）的對比

毛絲鼠現存兩種：短尾毛絲鼠（Chinchilla chinchilla）和長尾毛絲鼠（C. lanigera），都因優質的皮毛而被人類大量捕殺，以至瀕臨滅絕。短尾毛絲鼠數量不詳，長尾毛絲鼠的野生個體現存約5350只。一般認為家養毛絲鼠來源于長尾毛絲鼠。
與長尾毛絲鼠相比，短尾毛絲鼠体型较大，耳較小，頸肩部被毛較厚且尾巴較短。

## 生態學
最初原生毛丝鼠占据了海岸地区、山区和智利、秘鲁、阿根廷、玻利维亚的山脉。但是由于过度开发，引起了原生毛丝鼠的种群数量减少至低水平。早在1914年，一名科学家宣布此物种濒临灭绝。在阿根廷的胡胡伊省进行了为期五年的野外调查中（调查结果于2007年公布），工作者们没有找到样本。1953年，位于智利的原生毛丝鼠种群已被认定为灭绝，但在20世纪晚期到21世纪早期，发现其生存于安托法加斯塔大区的一片区域中。尽管找到了一个可能来自当地种群的标本（被发现于塞罗德帕斯科的一家餐馆中），原生毛丝鼠可能在玻利维亚以及秘鲁灭绝了。
原生毛絲鼠習慣居住于岩石的縫隙、山脉和洞穴中。它們善於跳躍，能跳到1.8米高。野外的天敌包括猛禽、猫科动物、犬科动物、臭鼬和蛇。毛丝鼠的防御技能包括射尿和在被咬时脱毛。野生毛丝鼠曾被发现以植物、水果、种子和小昆虫为食。这样的饮食习惯并不适于家养毛丝鼠的消化系统，它们主要食用干草，若它们吞下种子或坚果可引起疾病甚至死亡。
毛丝鼠是群居动物。它们能在任何时间繁殖。孕期約111天，比大多数啮齿动物长。因为孕期长，刚出生的毛丝鼠就全身有毛并睁开眼睛。每一胎的幼崽数目很少，主要为两只，但大多只能活一只。

## 人类利用

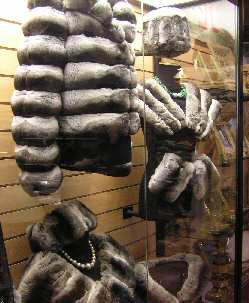
毛丝鼠皮草、饰品

### 皮草业
国际化的毛丝鼠皮草交易可以追溯到16世纪。由于在一个毛囊中平均长出60根毛发，十分柔软，其皮毛在皮草交易中較熱絡。由于皮毛的颜色均为相近，使其成为小型服装或大型服装衬里的理想选择（其中大型服装可能完全由皮毛制成）。 因为毛丝鼠体型相对较小，一件毛丝鼠皮全身大衣可能需要150张毛皮制成。这种对毛丝鼠皮毛的需求对其他两个物种施加了庞大的压力，并导致其中一物种灭绝。尽管捕杀野生毛丝鼠是违反法律的，但由于违法偷猎，毛丝鼠现在仍濒临灭绝。养殖的毛丝鼠依然主要作为供应皮毛的原料。

### 寵物業
作为宠物的毛丝鼠主要是绒毛丝鼠（即长尾毛丝鼠），并且比起短尾毛丝鼠，长尾在野外更为常见（短尾毛丝鼠一直被捕杀直到几近灭绝）。它们有更瘦小的身体，更长的尾巴和更大的耳朵。

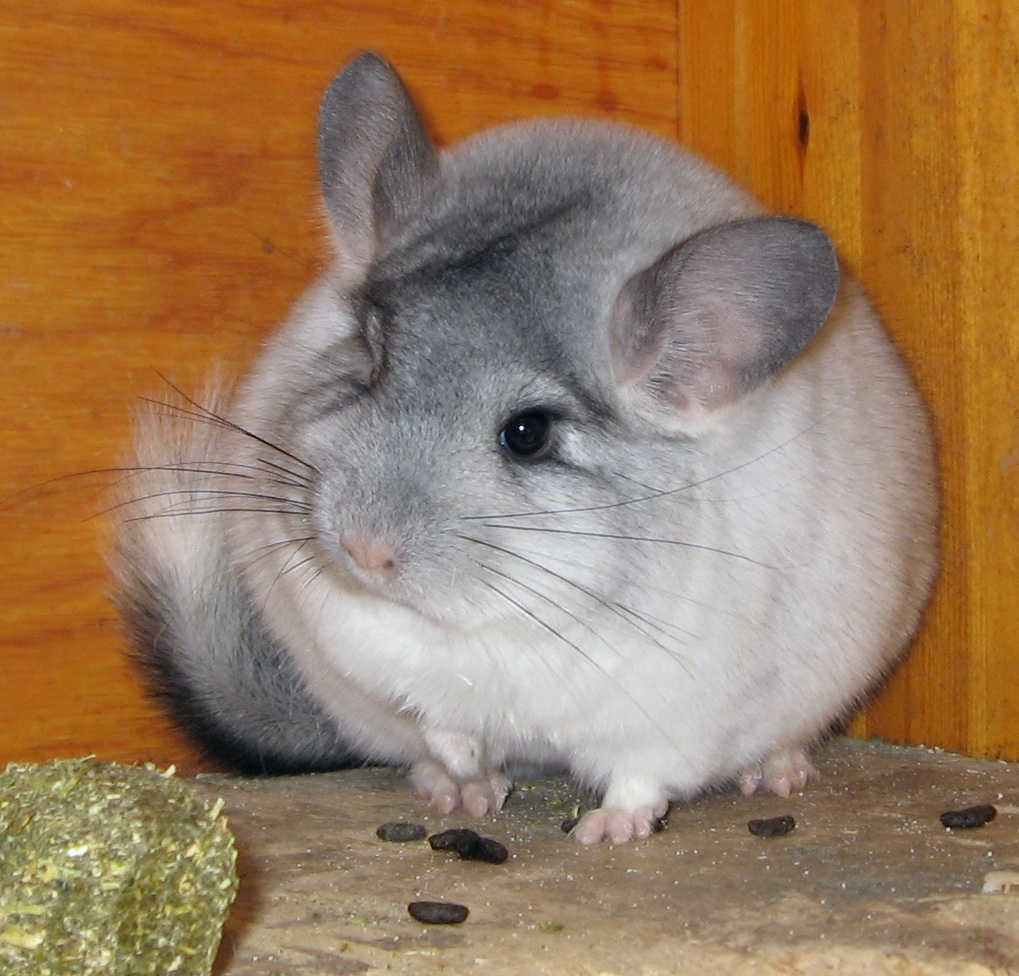
银色渐层毛丝鼠

毛丝鼠是广为喜爱的宠物，但同时也需要完善的照料。饲主应从有经验、有资格并且了解毛丝鼠习性及需要的宠物供应商处购买。毛丝鼠必须得到充足的锻炼及对牙齿的悉心呵护，如此原因是在其一生中，牙齿会一直生长。并且毛丝鼠没有出汗散热的能力，因此它们的体温需要极好的检测及控制。絕大多數飼主都了解龍貓對高溫與高濕的敏感性，因此普遍配備了空調、除濕機、溫濕度監測設備，確保環境穩定維持在攝氏20-25度及濕度40-50%的範圍內。笼子应该放置于照明良好的区域，但不能直接接受阳光照射或丢在杂物堆中。

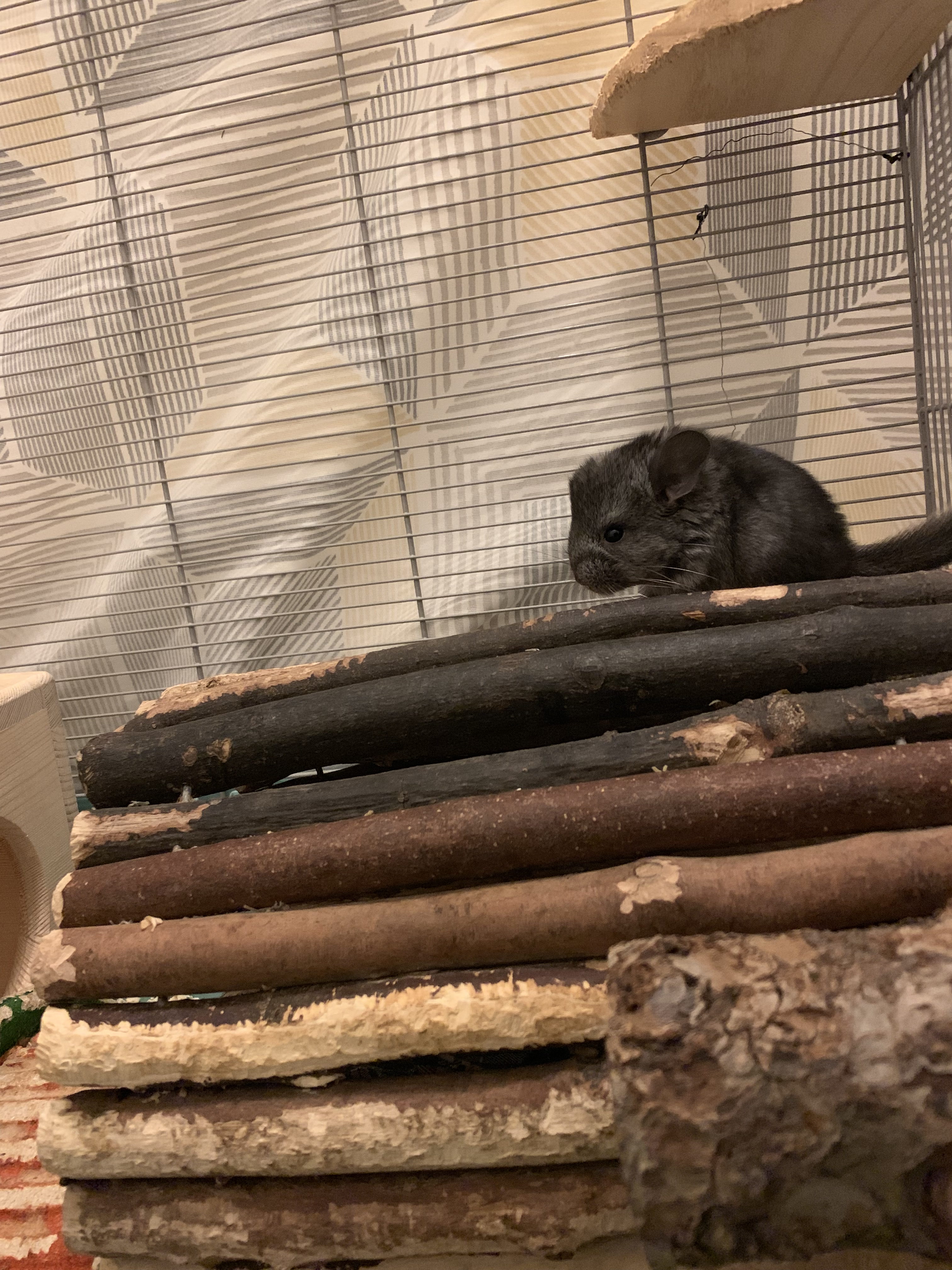
一只刚出生的毛丝鼠

毛丝鼠有着通过沙浴来清洗自身毛皮的本能，沙浴即在品質好的浮岩制成的沙中打滚，这样的清洁活动一周一般要进行几次。毛丝鼠不在水中洗澡；如果打湿了身体，应该立即彻底让其干燥，否则其毛皮中会滋生细菌甚至恶化为皮肤感染。毛丝鼠厚实的皮毛可以抵御寄生虫，比如跳蚤，也可以减少松散的皮屑。
繁育毛丝鼠需要公母毛丝鼠同居一段时间。怀孕概率相对较低因为雄性毛丝鼠一般在体型上更小。每胎1只小鼠最为常见。雌性小鼠出生后建议与雄鼠分开圈养以免发情时暴躁的公鼠在被生产后的雌鼠拒绝后攻击小鼠。

### 科学研究
1950年代以来，有关毛丝鼠的科学研究就在进行了。从1970年代起，主要对毛丝鼠的听觉系统进行研究。同时在其他研究领域中毛丝鼠作为动物模型来研究恰加斯病，在胃肠道疾病领域，毛丝鼠作为动物模型来研究肺炎、李斯特菌以及鼠疫杆菌和Pseudomonas感染。

## 宠物医疗

### 骨折
毛丝鼠的是非常活跃的小动物，一生都充满活力，并且受伤后一般能较好地恢复。治疗毛丝鼠受到的骨折或伤口与处理其他动物所受的类似伤并无二致。如遇到简单的伤口，可以将伤口清理干净并使用药膏治疗。如果敷了伤口，需要给毛丝鼠戴伊利沙伯頸圈，防止其舔舐伤口。
骨折处理起来很麻烦，因为毛丝鼠喜欢用后肢坐、前爪进食，所以很多种伤都会破坏其喜欢的进食方式戴着石膏的小动物通常可以由人用手喂食，这样可能会安慰它们。
如果骨折没有适当地恢复，通常推荐截肢。即使截肢（包括前肢与后肢），毛丝鼠也能在圈养中幸福地生活。

### 传染病

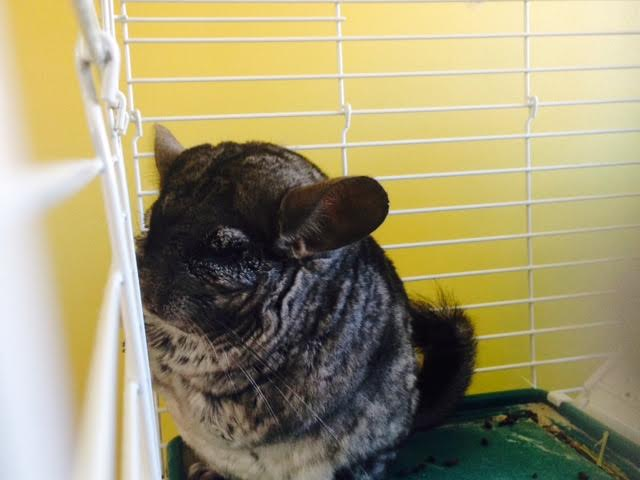
家养毛丝鼠

对于传染病，最好的方式是防止染上，而不是感染之后再治疗。防止感染传染病的方式包括：保持毛丝鼠的窝整洁干净、给他们提供一个与自然环境相仿的生活环境、提供最佳饮食、适当地接种疫苗。
李斯特菌症感染不是典型的毛丝鼠疾病，但是在群居环境中这种疾病可以作为消化道疾病传播。
如果诊断出患有此种疾病，那么群居环境中所有的毛丝鼠都应接受治疗。 在治疗中过程中及治疗完毕后，应该要求更高的卫生标准。
巴斯德氏菌属引起的疾病可以由食物引起，之后会在一群毛丝鼠中传播。症状包括情绪冷漠，消化系统紊乱和发烧。
绿脓杆菌感染在野外环境中很常见，并且对于毛丝鼠的感染作用与对其他动物并无二致。这种疾病可能引起大量毛丝鼠死亡，对于在孕期的毛丝鼠，这种疾病还会引起自发性流产。
呼吸道感染可能由许多原因造成，但是不论和中原因，最后的结果一般是导致呼吸困难和鼻涕增加。年幼的毛丝鼠感染这种疾病的概率更大，但是即使具有传染性，这种疾病一般不会恶化为疫情。
一般能观察到的胃肠道疾病包括便秘或腹泻。这样的现象通常是饮食问题的结果。但如果在饮食合理的条件下出现这种症状，即可能是感染疾病。饮食作为引起疾病的原因，应当在接受其他治疗前提前考虑到，如果食物已经变质，应当丢弃并用新鲜食物。
毛丝鼠的便秘很难观察，由于很难观测到一群毛丝鼠的排泄物是否包含了某个个体的。如果观察到了这种现象，可以采用温和疗法：即用液体石蜡喂食毛丝鼠以软化其排泄物。有经验的饲主可以帮助毛丝鼠排便

### 心理健康
毛丝鼠易被惊吓，当他们不开心的时候，可能有生理症状。为保护其健康，应当注意不要打扰它们（很多事情会导致毛丝鼠苦恼）。饲主能直观地观察到毛丝鼠对于近期变化表现出的行为，这是因为毛丝鼠非常敏感，以至于一些困扰它们的新事物能让其作为生理上的反应。突然改变毛丝鼠的饮食习惯是不合理的，特别是当他们生病时；这样的行为会让它们烦恼。生病的毛丝鼠在紧张时可能会绝食，这样会导致它们更为虚弱。
群居毛丝鼠在哺育时期（2－3月、8－9月）必须不被打扰，繁殖季节的毛丝鼠非常敏感。毛丝鼠是社会型动物，在繁殖季节时，如果伴侣改变，他们可能会烦恼。这段时间它们也会受到饮食变化的困扰，所以养殖者要确保在养殖环节开始时喂养毛丝鼠的饲料有充足的供应，在繁殖期不应改变饲料。

### 药物治疗
氯霉素、新霉素、奇霉素能作为治疗毛丝鼠消化问题的药物。以水溶解的磺酰胺也可能会用到。
粘杆菌素可以做为有效的抗生素

## 外部連結
- 维基共享资源上的相關多媒體資源：栗鼠屬
- 維基物種上的相關：栗鼠屬